# Igla ispod praga
Igla ispod praga é um filme de drama sérvio-montenegrino de 2016 dirigido e escrito por Ivan Marinovic. Foi selecionado como representante de seu país ao Oscar de melhor filme estrangeiro em 2017.

## Elenco
- Nikola Ristanovski - Petar
- Bogdan Diklic - Dondo
- Jelisaveta 'Seka' Sablic - Baba
- Filip Klicov - Djordje
- Leon Lucev - Savo